# Geneviève Matthieu
Geneviève Matthieu (autrefois Geneviève et Matthieu) est un duo d'artistes québécois en arts visuels actif depuis la fin des années 1990,.

## Biographie
Le duo Geneviève Matthieu est originaire de Rouyn-Noranda, en Abitibi-Témiscamingue.
Geneviève Crépeau obtient un baccalauréat en arts visuels de l'Université du Québec à Montréal en 1997, tandis que Matthieu Dumont complète un baccalauréat interdisciplinaire en création visuelle à l'Université du Québec en Abitibi-Témiscamingue en 2000.
En plus d'être partenaires artistiques, Geneviève Crépeau et Matthieu Dumont forment un couple.
Pendant plusieurs années, les deux artistes dirigent le centre d'artistes autogéré Écart de Rouyn-Noranda.
Matthieu Dumont est décédé le 4 février 2025,.

## Démarche et style artistique
Le travail de Geneviève Matthieu combine installations, performances collectives et happenings inspirés du quotidien. Le duo remet en question les conventions de l'exposition en modifiant l'espace, la durée et la présentation de leurs oeuvres. Leur style est qualifié de baroque, excessif et ludique. Geneviève Matthieu explore différents thèmes dans leur art :
« On travaille sur les concepts de la nudité, de la torture, de l’endurance…, mais pour les démonter, s’en amuser » Ils aiment beaucoup travailler ces thème pour leurs créations.

## Œuvres musicales
Geneviève Matthieu a produit plusieurs albums mêlant art sonore et performance : 
«Geneviève et Matthieu, collectif actif depuis vingt ans et des poussières, carbure au mélange d’univers, sans complexes, sans limites, sans retenue. Pour La Jamésie ostie/Les enfants du plomb (2014), son quatrième et dernier album, ce couple dans la vie a roulé 1000 kilomètres. Vers le nord». 

### Discographie[5]
- 2022 : L'Opéra d'or[6]
- 2014 : La Jamésie Ostie[2],[9]
- 2007 : Rouge-Gorge[4]
- 2003 : Crions notre joie[4]
- 2003 : Je vivrai, je m'appelle Michelle[4]
- 2001 : Mélodies[4]

### Concerts[5]
- 2012 : Cabaret de la Dernière chance, Rouyn-Noranda
- 2011 : 22 d'Auron, Bandits-Mages, Bourges
- 2010 : Café des artistes, Baie-Saint-Paul
- 2009 : Maison de la culture Frontenac, Montréal
- 2008 : Goodbye Blue Monday, Brooklyn, New York
- 2008 : Desigh House, Burlington, Vermont
- 2008, 2004 et 2002 : Francofolies de Montréal
- 2008 : Conférence canadienne des arts visuels, Club SAW, Ottawa
- 2007, 2003 et 2002 : Coup de Cœur Francophone, Montréal et Québec
- 2007 : Off-Courts, Festival du court métrage, Trouville-sur-Mer
- 2007 : Scène Québec, Club SAW, Ottawa
- 2007 et 2003 : Festival de Musique Émergente, Rouyn-Noranda

## Expositions et performances notables
Le duo a présenté ses oeuvres dans plus de quarante expositions à travers le Québec, le Canada, les États-Unis et l'Europe. Parmi leurs projets marquants :

### Œuvre d'art public
- 2021 : Cœur de rock, BAnQ, Rouyn-Noranda[10]

### Performances[5]
- 2022 : Centre La Capella, Barcelone[11]
- 2019 :
  - Dé-performer la scène, Pratiques interartistiques et scènes contemporaines, Théâtre La Chapelle[10]
- 2015 :
  - Mons 2015 capitale culturelle européenne, commissaire Jasmine Catudal, Belgique
  - Festival ACTORAL, Marseille
  - Festival de musique émergente de l'Abitibi-Témiscamingue en collaboration avec le Centre d'exposition de Rouyn-Noranda, Rouyn-Noranda
  - Upfest, festival de musique et de « street art », en collaboration avec la Galerie du Nouvel-Ontario, Sudbury
  - FRIMAT, Val-d’Or
- 2014 :
  - Centre communautaire d’Arntfield, Rouyn-Noranda
  - Centre Clark, Montréal
- 2013 :
  - AXENÉO 7, Hull
  - OFFTA, Festival d'arts vivants, Montréal
- 2012 :
  - Gala des arts visuels, Montréal
  - Congrès les Arts et la Ville, Rouyn-Noranda
  - Foire d’art alternatif de Sudbury, Galerie du Nouvel-Ontario, Sudbury
  - Salle Augustin-Chénier, Ville-Marie
- 2011 : Bandits-Mages, Rencontre en art contemporain et médiatique, Bourges
- 2010 :
  - Symposium international d’art contemporain, commissaire Stefan St-Laurent, Baie-Saint-Paul
  - Excès et désinvolture, commissaire Rock Lamothe, Maison de la culture Ahuntsic, Montréal
  - La Colonie, commissaire Jean-Michel Ross, L'Oeil de Poisson, Deschambault-Grondines
- 2009 :
  - Le Labo, Toronto
  - Festival Voix d’Amériques, Cabaret DADA, Sala Rossa, Montréal
  - Jès-t’, Festival d’art performatif et d’intervention, Galerie Sans Nom, Moncton
- 2008 :
  - Caravane de la Parole, Rencontre d'international d'art performance de Québec, Québec
  - Foire d’art alternatif de Sudbury, Galerie du Nouvel-Ontario, Sudbury
- 2006 :
  - Kitchen Party, Third Space, Saint-John, Nouveau-Brunswick
  - Congrès SOTODO, Viva! Art action, Bain St-Michel, Montréal
- 2005 :
  - Périmètre, Dare-Dare, Dansons dans la rue, Montréal
  - Festival de théâtre de rue de Shawinigan
  - Trafic, commissaire Nathalie De Blois et Matthieu Beauséjour, La Motte et Poularies
- 2004 :
  - Festival de théâtre de rue de Shawinigan
  - Festival Voix d’Amériques, Cabaret DADA, Sala Rossa, Montréal
- 2003 : Je vivrai, je m'appelle Michelle, L'Écart, Le lobe, Le Cercle, SKOL

### Exposition rétrospective[12]
- 2023 : Si les choses étaient différentes, nous ferions autrement, Galerie de l’UQO, Gatineau
- 2022 : Si les choses étaient différentes, nous ferions autrement, Centre d’exposition de Val-d’Or

### Expositions solos[5]
- 2025 : Danseprophétiqueàl'îlebizarre, Musée d'art de Rouyn-Noranda[12]
- 2024 : L'Opéra d'or, Plateforme, Paris[12]
- 2023 : M. Gros, Galerie du Nouvel-Ontario, Sudbury
- 2022 : M. Gros, 7a*11d International Festival of Performance Art, Toronto[12]
- 2021 : M. Gros, Exposition individuelle, Galerie Pierre-François Ouellet art contemporain, Montréal
- 2019 :
  - L’opéra d’or, Le Rift, Ville-Marie[10]
  - L’opéra d’or, Regart, Lévis[10]
  - L’opéra d’or, Espace F, Matane[10]
- 2015 : La Jamésie, Centre d'exposition de Rouyn-Noranda, exposition et performance
- 2014 : La Jamésie, L’Oeil de Poisson, grande salle, Québec, exposition et performance
- 2013 : Dans l’oeil du menhir, Galerie Pierre-François Ouellette, Montréal, exposition et performance

### Expositions collectives[5]
- 2015 : Dialogue 2, Centre d'exposition de Rouyn-Noranda
- 2012 :
  - Méchante Peinture, commissaire Rock Lamothe, L'Écart, Rouyn-Noranda
  - Voilà, commissaire Marie-France Beaudoin, Rouyn-Noranda
- 2010 :
  - Excès et désinvolture, commissaire Rock Lamothe, Maison de la Culture Ahuntsic, Montréal
  - La Colonie, commissaire Jean-Michel Ross, 25e de l’Oeil de poisson, Deschambault-Grondines
- 2009 : 5 plaisirs capiteux, commissaire Rock Lamothe, Salle Augustin-Chénier, Ville-Marie

### Résidences[5]
- 2022 : Cité internationale des arts de Paris[11]
- 2015 :
  - Centre d'exposition de Rouyn-Noranda
  - Vaste et Vague, Carleton-sur-mer
- 2014 : Sagamie, résidence de production, Alma
- 2010 :
  - Symposium international d’art contemporain, commissaire Stefan St-Laurent, Baie-St-Paul
  - La Colonie, commissaire Jean-Michel Ross, 25e de l’Oeil de Poisson, Deschambault-Grondines
- 2005 : Atelier résidence, Montréal, Conseil des arts et des lettres du Québec, 6 mois

### Livres d'artiste[5]
- 2015 : La Jamésie ostie / Les enfants du plomb / Geneviève et Matthieu
- 2003 : Je vivrai, je m’appelle Michelle, Geneviève Crépeau

### Longs métrages[5]
- 2013 : La chasse au Godard d’ABBITTIBBI, Réalisateur Éric Morin, rôle de Céline et Paul
- 2011 : La Vérité, Réalisateur Marc Bisaillon, Les Films Caméra Obscura, musique

## Distinctions
- Finaliste du Prix en art actuel du Musée national des beaux-arts du Québec (2018)[12],[13]
- Finaliste du Prix Sobey pour les arts (2023)[12],[14]

## Implication communautaire
Au-delà de leur pratique artistique, Geneviève Matthieu a contribué à la diffusion de l'art contemporain au Québec par leur engagement dans la Biennale d'art performatif de Rouyn-Noranda et au sein du centre Écart, dédiés au développement de la scène artistique locale.
« On avait l’idée de créer un empire de l’économie sociale, de créer de la richesse pour que les artistes aient des revenus autonomes, pour qu’on ne soit pas des êtres dépendants des subventions et des gouvernements », s’est rappelée Geneviève Crépeau.